# سلرندورف
سلرندورف (به آلمانی: Zellerndorf) یک منطقهٔ مسکونی در اتریش است که در ناحیه هولابرون واقع شده‌است. سلرندورف ۲٬۶۵۶ نفر جمعیت دارد.